# Diogenesia
Diogenesia é um género botânico pertencente à família Ericaceae.